# Гуляйполе (зупинний пункт)
Гуляйпо́ле — пасажирський залізничний зупинний пункт Тернопільської дирекції Львівської залізниці.
Розташований біля села Богданівка Підволочиського району Тернопільської області на лінії Тернопіль — Підволочиськ між станціями Максимівка-Тернопільська (3 км) та Підволочиськ (18 км).
Станом на травень 2019 року щодня чотири пари електропотягів прямують за напрямком Підволочиськ — Тернопіль-Пасажирський.